# Kasymbeyli (ort i Azerbajdzjan, Goranboj)
Kasymbeyli (azerbajdzjanska: Qasımbəyli) är en ort i Azerbajdzjan.   Den ligger i distriktet Goranboj, i den centrala delen av landet, 260 km väster om huvudstaden Baku. Kasymbeyli ligger 204 meter över havet och antalet invånare är 387.
Terrängen runt Kasymbeyli är platt åt nordost, men åt sydväst är den kuperad. Närmaste större samhälle är Naftalan, 1,5 km väster om Kasymbeyli.
Omgivningarna runt Kasymbeyli är i huvudsak ett öppet busklandskap. Runt Kasymbeyli är det ganska tätbefolkat, med 149 invånare per kvadratkilometer.